# Оливо, Диомедес
Диомедес Антонио Оливо Мальдонадо (исп. Diomedes Antonio Olivo Maldonado; 22 января 1919, Гуаюбин — 15 февраля 1977, Санто-Доминго) — доминиканский бейсболист, питчер. Выступал в Главной лиге бейсбола  в составе клубов «Питтсбург Пайрэтс» и «Сент-Луис Кардиналс». Один из самых возрастных новичков в истории лиги. Играл в чемпионатах Доминиканской Республики, Пуэрто-Рико, Колумбии, Мексики, Венесуэлы и Никарагуа. После завершения карьеры работал скаутом. Член Зала бейсбольной славы Доминиканской Республики. Именем Оливо названа награда лучшему питчеру Доминиканской лиги.

## Биография
Диомедес Оливо родился 22 января 1919 года в Гуаюбине в провинции Монте-Кристи в Доминиканской Республике. Он был одним из пяти детей в семье Аркадио Эмилио Оливо и Хуаны Рамоны Мальдонадо. Известно, что его мать прожила 103 года и умерла в 1983 году. Его младший брат Чи-Чи Оливо также играл в бейсбол на профессиональном уровне и выступал в Главной лиге бейсбола. Семья владела небольшим ранчо. В 1960 году во время сборов Оливо рассказывал, как в детстве выгонял коров на пастбище и шёл играть в бейсбол. За свою жизнь он так и не выучил английский язык, всегда общаясь с помощью партнёров по команде.
С 1937 по 1951 год профессионального бейсбола в Доминиканской Республике не существовало, но турниры продолжали проводиться. Оливо выступал за различные команды, в 1947 году сыграл ноу-хиттер в составе «Леонес дель Эскогидо». В середине 1940-х годов Оливо в составе сборной страны выступал в турнирах любительской Мировой серии. В том же интервью 1960 года он говорил, что в 1948 году отклонил предложение контракта от «Чикаго Уайт Сокс», так как не знал английского и не хотел играть в младших лигах США. Журналист Майрон Коп в 1962 году писал, что ещё одной причиной могла быть существовавшая в те годы в США расовая сегрегация, а Оливо был темнокожим.
В конце 1940-х годов Оливо играл в чемпионатах Колумбии и Венесуэлы. Зимы он проводил в Пуэрто-Рико, играя за «Сан-Хуан». В 1953 году у него родился внебрачный сын Хильберто Рондон, также ставший профессиональным бейсболистом. Супруга Ольга Чавес Гомес, на которой он женился в том же 1953 году, родила ему ещё троих детей. В 1951 году, после создания профессиональной лиги на родине, Оливо вернулся туда, подписав контракт с клубом «Тигрес де Лисей». В первом же сезоне он стал обладателем Тройной питчерской короны, возглавив лигу по количеству побед, показателю пропускаемости и числу страйкаутов.
С 1955 по 1958 год Оливо выступал в составе «Дьяблос Рохос дель Мехико», с которыми выиграл чемпионат Мексиканской лиги 1956 года. Ещё раз чемпионом он стал в 1959 году с командой «Поса-Рика Петролерос». Некоторое время он провёл в чемпионате Никарагуа, а зимние месяцы по-прежнему проводил в Пуэрто-Рико. Именно там он встречался на поле с первым базовым «Питтсбург Пайрэтс» Диком Стюартом, который рассказал об Оливо руководству клуба. Поначалу в «Питтсбурге» отмахнулись, но затем скаут Хауи Хак убедил генерального менеджера Джо Брауна предложить возрастному питчеру контракт.
На весенних сборах 1960 года Оливо произвёл приятное впечатление, но тренеры предпочли ему Пола Гила. Не пробившись в состав, он вновь уехал в «Петролерос». Оттуда его контракт был продан команде AAA-лиги «Коламбус Джетс», входившей в фарм-систему «Пайрэтс». В чемпионате Международной лиги Оливо сыграл в 42 матчах с пропускаемостью 2,88, после чего его всё же вызвали в основной состав клуба Главной лиги бейсбола. Он дебютировал в лиге в 41 год. Более возрастным это делал только Сатчел Пейдж. До конца сезона Оливо провёл четыре игры и не попал в заявку на Мировую серию, в которой «Пайрэтс» обыграли «Нью-Йорк Янкис», но всё равно получил премиальные в размере 250 долларов. В последующее межсезонье в составе «Тигрес де Лисей» он установил рекорд Доминиканской лиги, сделав 160 страйкаутов.
В 1961 году Оливо снова оказался в составе «Коламбуса». На уровне AAA-лиги он сыграл 66 матчей, одержав 11 побед при 7 поражениях с пропускаемостью 2,01. По итогам сезона журналисты, освещавшие турнир Международной лиги, признали его лучшим питчером года. В 1962 году тренер «Питтсбурга» Дэнни Мерто принял решение оставить 45-летнего Оливо в составе. Он составил эффективную связку с правшой Роем Фейсом, по итогам 62 проведённых игр показав ERA 2,77. Мерто часто использовал его против определённых отбивающих, чтобы сделать один или два аута, практика, которая станет более распространённой в лиге позже. В ноябре 1962 года «Пайрэтс» обменяли его в «Сент-Луис Кардиналс».
После перехода он играл заметно хуже. В первых девятнадцати матчах сезона 1963 года Оливо потерпел пять поражений, а его пропускаемость выросла до 5,40. Главный тренер команды Джонни Кин дал ему несколько шансов проявить себя, но в начале июня всё же отправил ветерана в фарм-команду «Атланта Крэкерс». Последний сезон в своей карьере он провёл зимой 1963/64 годов в Доминиканской лиге в составе «Тигрес де Лисей». За эту команду он суммарно провёл 198 игр с ERA 2,11, один из лучших результатов в истории лиги. Позже в честь Оливо была названа награда лучшему питчеру турнира. Завершив игровую карьеру, Оливо в течение восьми лет работал скаутом для «Кардиналс» и «Нью-Йорк Метс». Позже он занимал должность заместителя министра спорта Доминиканской республики. В 1973 году его избрали в национальный Зал славы бейсбола.
Диомедес Оливо скончался 15 февраля 1977 года после перенесённого сердечного приступа, через две недели после смерти своего младшего брата Чи-Чи.